# A Estocada (jornal)
A Estocada foi um jornal de tauromaquia pura que se publicou em Lisboa entre abril de 1936 e março de 1937. Como se pode observar no cabeçalho da primeira página do número 1, o seu administrador foi Henrique Barreto; o diretor, António Niza da Silva e o editor/proprietário José Barata Ribeiro. Também na referida primeira página fica claro que se trata de um jornal defensor dos touros de morte.